# 稲村豊二郎
稲村 豊二郎（いなむら とよじろう、1891年（明治24年）1月17日 - 1972年（昭和47年）1月10日）は、大日本帝国陸軍軍人。最終階級は陸軍中将。功三級

## 経歴
1891年（明治24年）に群馬県で生まれた。陸軍士官学校第26期、陸軍大学校第37期卒業。1935年（昭和10年）に関東軍参謀に就任し、1937年（昭和12年）に陸軍兵器本廠附となり、1938年（昭和13年）3月1日に陸軍歩兵大佐に進級。12月10日に第106師団参謀長に転じ、日中戦争に出動。南昌作戦で指揮を執った。
1940年（昭和15年）4月17日に留守第6師団参謀長に就任し、12月2日に陸軍少将に進級。1941年（昭和16年）8月1日に北部軍兵務部長、10月21日に駐蒙軍参謀長と歴任し、1942年（昭和17年）に樺太混成旅団長に着任した。1944年（昭和19年）6月27日に陸軍中将に進級し、10月14日に東部軍司令部附となり、10月26日に留守第53師団長に就任した。1945年（昭和20年）4月に第153師団長に親補され、三重県宇治山田で終戦を迎えた。同年10月3日には北陸第2上陸地支局長に就任。
1947年（昭和22年）11月28日、公職追放仮指定を受けた。

## 栄典
勲章
- 1942年（昭和17年）9月8日  - 勲二等瑞宝章[6]